# 比雷埃夫斯的阿波罗

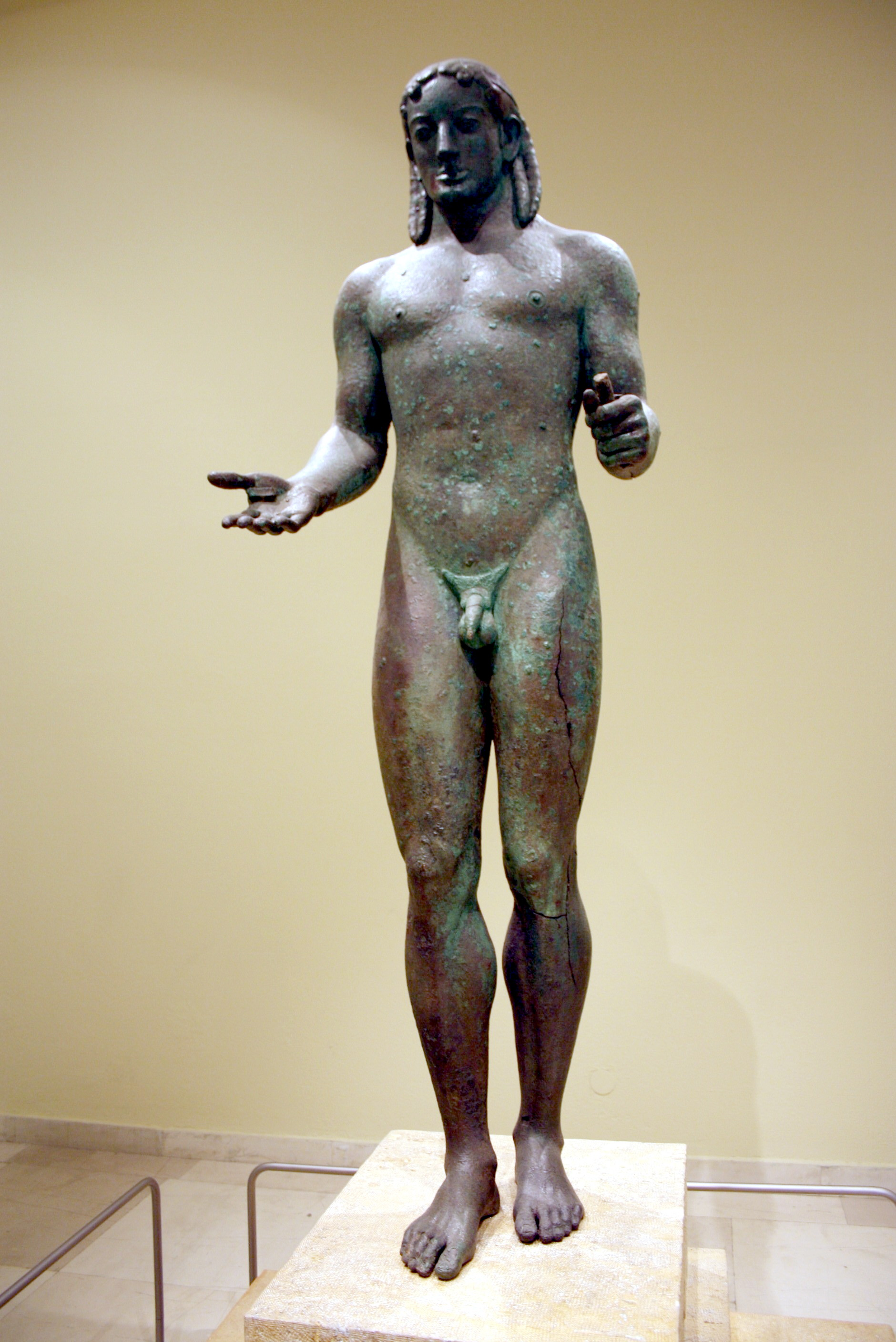
比雷埃夫斯的阿波罗，现收藏于比雷埃夫斯考古博物馆

比雷埃夫斯阿波罗是一件古希腊古风时期的青铜像，其历史可追溯至公元 6世纪。尽管对雕像的完成时间仍有争议，但应该在公元前530至公元前520年，该雕像现收藏于比雷埃夫斯考古博物馆。

## 概述

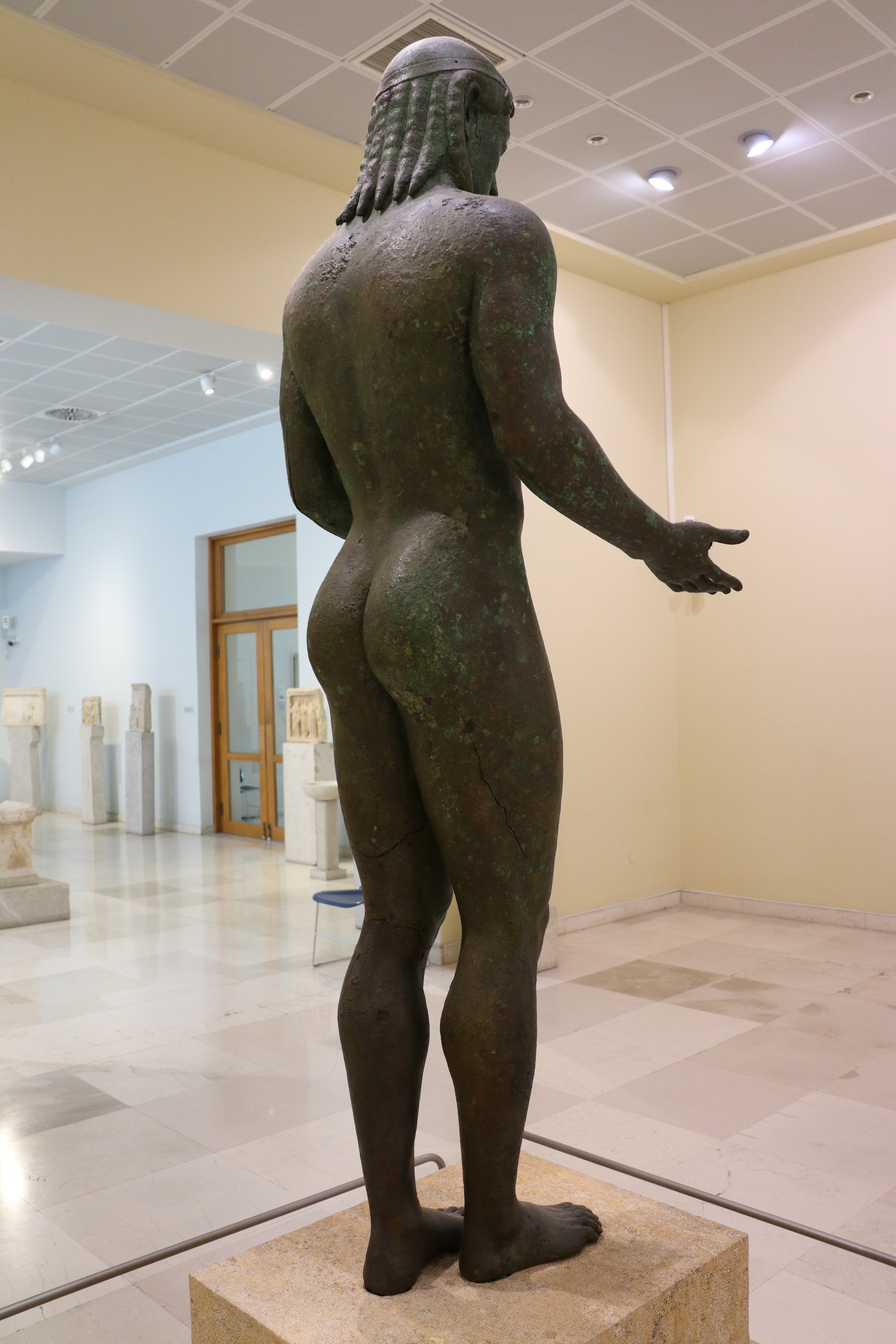
从侧后方看比雷埃夫斯的阿波罗

比雷埃夫斯阿波罗是古希腊古风晚期（公元前530-公元前480年）的产物，是该时期为数不多的幸存至今的青铜像。它也被认为是一件非常罕见的可能用于希腊神庙中的神像的作品。公元前六世纪最后几十年，哲学神秘思潮对这一时间段的古希腊艺术产生了相当大的影响，从爱奥尼亚自然哲学到形而上学的逻辑转变是自然而然的。在古风时期结束后，虚幻的想象现实被和谐与对称所取代。这些转变都体现在了古希腊雕塑家的作品当中。

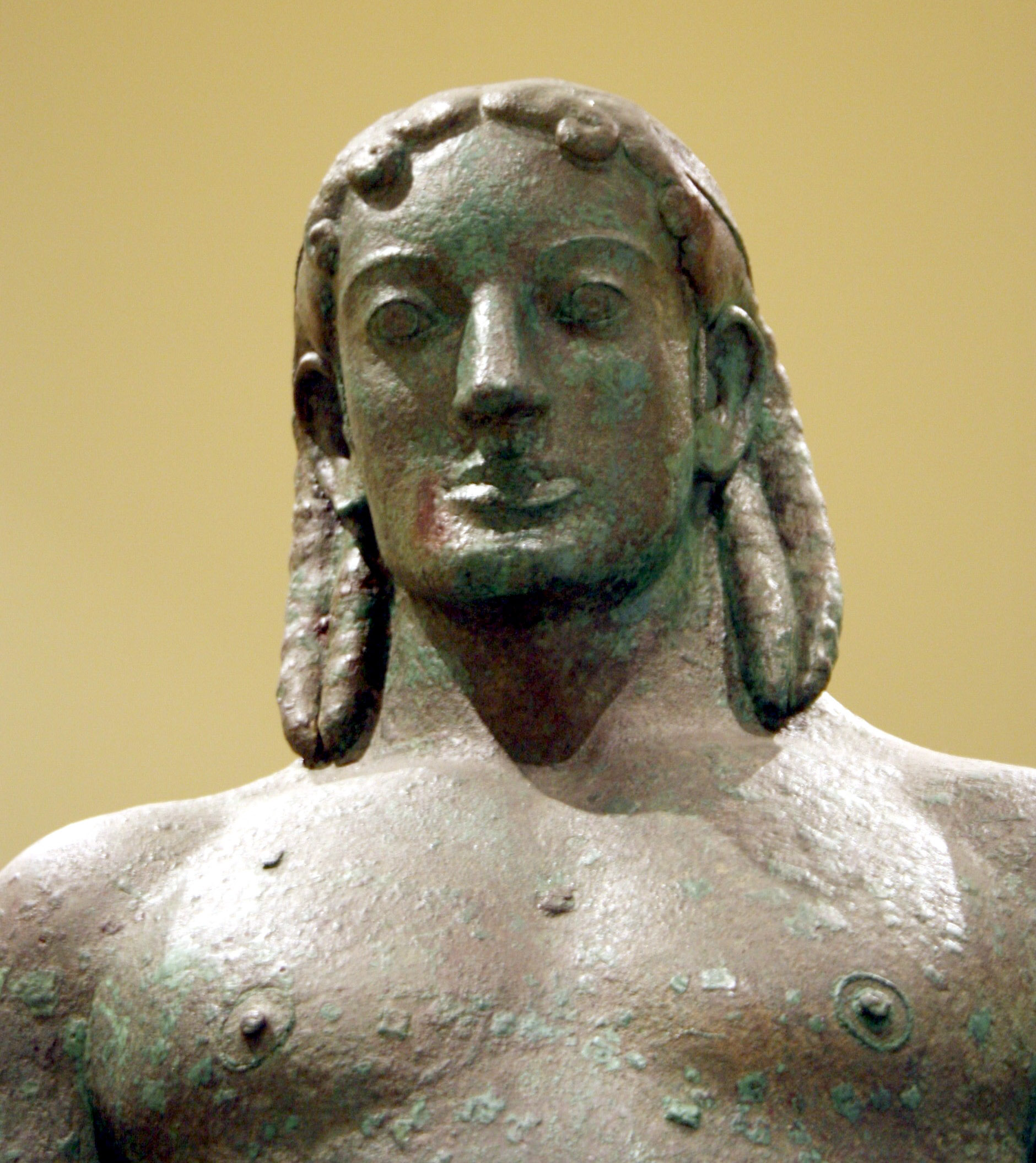
铜像的头部特写

古典时期，希腊雕塑家波留克列特斯完善了和雕像之间互动类比的方法。他运用了连续性原则，在他的著名作品中，各个雕像都有一些相似之处。因此，他的作品之间有一个和谐的类比。现在来看，他的名作《持矛者》就是一个追求标准化的产物。在波留克列特斯看来，这种标准化引发了“理想的形式”。在这个大环境下，经过希腊建筑师不断的尝试，他们逐渐发现了完美的数学关系。

## 其他相关
- 身体比例的艺术标准